# 2014 في الولايات المتحدة
فيما يلي قوائم الأحداث التي وقعت خلال عام 2014 في الولايات المتحدة.

## أحداث
- 9 أغسطس – مقتل مايكل براون
- 22 أغسطس – بوجاك هورسمان
- 17 يوليو – مقتل إريك غارنر

## سياسة

### تعيين في المنصب
- 1 يناير – بيل دي بلازيو عمدة مدينة نيويورك.
- 1 يناير – جون بودستا مستشار رئيس الولايات المتحدة الأمريكية.
- 28 مارس – براد كارسون United States Under Secretary of the Army [الإنجليزية]‏.
- 9 يونيو – سيلفيا ماثيوز بورويل وزير الصحة والخدمات الإنسانية الأمريكي.
- 20 يونيو – جوش إرنست السكرتير الصحفي للبيت الأبيض.
- 28 يوليو – جوليان كاسترو وزير الإسكان والتنمية المدنية (الولايات المتحدة).

### انتهاء فترة المنصب
- 1 يناير – بيت راوس مستشار رئيس الولايات المتحدة الأمريكية.
- 1 يناير – جيف سميث عضو مجلس نواب ولاية ايوا.
- 11 يناير – بوب ماكدونيل حاكم فرجينيا [الإنجليزية]‏.
- 6 فبراير – ماكس بوكس عضو مجلس الشيوخ الأمريكي.
- 10 أبريل – كاثلين سيبيليوس وزير الصحة والخدمات الإنسانية الأمريكي،وزير الصحة والخدمات الإنسانية الأمريكي.
- 30 مايو – اريك شينسكي وزير شؤون المحاربين القدامى في الولايات المتحدة.
- 20 يونيو – جاي كارني السكرتير الصحفي للبيت الأبيض.
- 22 يوليو – جوليان كاسترو عمدة سان أنطونيو.
- 1 ديسمبر – شون بارنيل حاكم ألاسكا [الإنجليزية]‏.
- 1 ديسمبر – نيل أبركرومبي حاكم هاواي [الإنجليزية]‏.

## رياضة
- 1 يناير – أمريكا المفتوحة 2014

## ظهور
- 1 يناير – الفتاة وصائد الأحلام
- 1 يناير – شيت كودز
- 15 فبراير – شيك إت أوف

## أفلام
من الأفلام التي صدرت هذه السنة في الولايات المتحدة:
- 1 يناير – 99 منزل من إخراج رامين باهراني.
- 1 يناير – أتمنى لو كنت هنا من إخراج زاك براف.
- 1 يناير – أخطر الرجال المطلوبين من إخراج أنطون كربيجن.
- 1 يناير – أساطير أوز: عودة دوروثي من إخراج دانيال سانت بيير.
- 1 يناير – أسود أو أبيض من إخراج مايك بيندر.
- 1 يناير – أفضل خمسة من إخراج كريس روك.
- 1 يناير – أقزام العلب من إخراج Graham Annable [الإنجليزية]‏، Anthony Stacchi [الإنجليزية]‏.
- 1 يناير – أميرة وسام من إخراج Sean Mullin [الإنجليزية]‏.
- 1 يناير – أنابيل من إخراج John R. Leonetti [الإنجليزية]‏.
- 1 يناير – اختطاف دبورا لوجان من إخراج آدم روبيتل [الإنجليزية]‏.
- 1 يناير – ال 33 من إخراج Patricia Riggen [الإنجليزية]‏.
- 1 يناير – الابن السابع من إخراج سيرجي بودروف.
- 1 يناير – الاسكافي من إخراج توماس مكارثي.
- 1 يناير – التسليم من إخراج Michaël R. Roskam [الإنجليزية]‏.
- 1 يناير – التطهير: فوضى من إخراج جيمس ديموناكو.
- 1 يناير – الحياة بعد بيث من إخراج جيف باينا.
- 1 يناير – الرجل الأكثر غضبا في بروكلين من إخراج فيل ألدن روبنسون.
- 1 يناير – السحر في ضوء القمر من إخراج وودي آلن.
- 1 يناير – الغبي والأغبى 2 من إخراج بوبي فارلي، بيتر فاريلي.
- 1 يناير – القاضي من إخراج ديفيد دوبكين.
- 1 يناير – القديس فينسنت من إخراج Theodore Melfi [الإنجليزية]‏.
- 1 يناير – المتسلل ليلا من إخراج دان غيلروي.
- 1 يناير – المرتزقة 3 من إخراج باتريك هيوز (مخرج).
- 1 يناير – الهروب من كوكب الأرض من إخراج Cal Brunker [الإنجليزية]‏.
- 1 يناير – الوها من إخراج كاميرون كرو.
- 1 يناير – امتداد من إخراج جو كارنهان.
- 1 يناير – انهض من إخراج تيت تايلور.
- 1 يناير – إذا بقيت من إخراج ر. جاي كاتلر.
- 1 يناير – بري من إخراج جين-مارك فالي.
- 1 يناير – بلد سيئة من إخراج كريس برينكر.
- 1 يناير – تخريب من إخراج ديفيد آير.
- 1 يناير – تسامي من إخراج والي فيستر.
- 1 يناير – تضحية البيدق من إخراج إدورد زويك.
- 1 يناير – تلك اللحظة المحرجة من إخراج Tom Gormican ‏.
- 1 يناير – جبهة داخلية من إخراج غاري فليدر.
- 1 يناير – جو من إخراج ديفيد غوردون غرين.
- 1 يناير – جيرسي بويز من إخراج كلينت إيستوود.
- 1 يناير – جيسيبيل من إخراج كيفن غروتيرت.
- 1 يناير – حب ورحمة من إخراج Bill Pohlad [الإنجليزية]‏.
- 1 يناير – حكاية دولفين 2 من إخراج تشارلز مارتن سميث.
- 1 يناير – حملة حرر الحلمة من إخراج لينا اسكو.
- 1 يناير – حياة الجريمة من إخراج Daniel Schechter (director) [الإنجليزية]‏.
- 1 يناير – خارج الفرن من إخراج سكوت كوبر.
- 1 يناير – خرائط النجوم من إخراج ديفد كروننبرغ.
- 1 يناير – خراب أزرق من إخراج جيريمي سولنييه.
- 1 يناير – خروج: الآلهة والملوك من إخراج ريدلي سكوت.
- 1 يناير – دراكولا غير مروي من إخراج Gary Shore [الإنجليزية]‏.
- 1 يناير – ذا لوفت من إخراج Erik Van Looy [الإنجليزية]‏.
- 1 يناير – رجال ونساء وأطفال من إخراج جيسون رايتمان.
- 1 يناير – رجل المنزل من إخراج تومي لي جونز.
- 1 يناير – سايمبيلاين من إخراج مايكل ألميرادا.
- 1 يناير – سقوط في منتصف الليل من إخراج Cetywa Powell [الإنجليزية]‏.
- 1 يناير – سيرينا من إخراج سوزان بيير.
- 1 يناير – شريط الجنس من إخراج جيك كاسدين.
- 1 يناير – صائد الثعالب من إخراج بينيت ميلر.
- 1 يناير – عداء المتاهة من إخراج ويس بال.
- 1 يناير – عصفورة بيضاء في عاصفة ثلجية من إخراج غريغ أراكي.
- 1 يناير – علاقة عابرة لليلتين
- 1 يناير – عن الليلة الأخيرة من إخراج ستيف بينك.
- 1 يناير – عيد العمال من إخراج جيسون رايتمان.
- 1 يناير – عيون كبيرة من إخراج تيم برتون.
- 1 يناير – عيون محدقة من إخراج Kevin Kölsch ‏، .
- 1 يناير – غير متصل من إخراج هنري أليكس روبين.
- 1 يناير – غير ودود من إخراج ليفان جابريادزي.
- 1 يناير – فلنصبح رجال شرطة من إخراج لوك غرينفيلد.
- 1 يناير – في عينيك من إخراج Brin Hill  [لغات أخرى]‏.
- 1 يناير – كعكة من إخراج Daniel Barnz [الإنجليزية]‏.
- 1 يناير – كل شيء خفي من إخراج إيمي جاي بيرغ.
- 1 يناير – الاستخبارات السرية من إخراج ماثيو فون.
- 1 يناير – ليس بعمل صالح من إخراج سام ميلر.
- 1 يناير – ليلة في المتحف: سر قبر من إخراج شون ليفي.
- 1 يناير – مانهاتن رومانس
- 1 يناير – مباراة الضغينة من إخراج بيتر سيجال.
- 1 يناير – مدام بوفاري من إخراج Sophie Barthes [الإنجليزية]‏.
- 1 يناير – مشية بين شواهد القبور من إخراج سكوت فرانك.
- 1 يناير – مع حبي من إخراج Christian Ditter [الإنجليزية]‏.
- 1 يناير – مليون طريقة للموت في الغرب من إخراج سيث ماكفارلن.
- 1 يناير – منبوذ من إخراج نيك باول.
- 1 يناير – منزل أسود من إخراج فيكتور سالفا.
- 1 يناير – موت الضوء من إخراج بول شريدر.
- 1 يناير – موردكاي من إخراج ديفيد كوب.
- 1 يناير – ميت من إخراج Greg Whiteley [الإنجليزية]‏.
- 1 يناير – نادي الأمهات العازبات من إخراج تايلر بيري.
- 1 يناير – نشاط خارق: ذوي العلامة من إخراج كريستوفر لاندون.
- 1 يناير – هي مضحكة بتلك الطريقة من إخراج بيتر بوغدانوفيتش.
- 1 يناير – هيليون من إخراج كات كاندلر.
- 1 يناير – ويبلاش من إخراج داميان تشازل.
- 8 يناير – أسطورة هرقل من إخراج ريني هارلن.
- 15 يناير – جاك ريان: الشبح المجند من إخراج كينيث براناه.
- 17 يناير – 20 قدم من النجومية من إخراج مورغان نيفيل.
- 17 يناير – الضيف من إخراج آدم وينغارد.
- 17 يناير – جولة مع شرطي من إخراج تيم ستوري [الإنجليزية]‏.
- 18 يناير – اقتل أعزائك من إخراج John Krokidas [الإنجليزية]‏.
- 19 يناير – أغنياء الجحيم
- 19 يناير – ارتجاج الدماغ من إخراج Stacie Passon [الإنجليزية]‏.
- 19 يناير – صبا من إخراج ريتشارد لينكليتر.
- 19 يناير – فتاة تذهب للمنزل وحيدة في الليل من إخراج آنا لیلی امیربور [الإنجليزية]‏.
- 20 يناير – أنا من إخراج ستيوارت بيتي [الإنجليزية]‏.
- 20 يناير – الإشارة من إخراج وليم يوبانك.
- 21 يناير – الشخص الذي أحبه من إخراج شارلي ماكدويل.
- 21 يناير – ذا ريد 2: بيراندال من إخراج غاريث إيفانز (كاتب).
- 27 يناير – بلا توقف من إخراج جومي كوليت سيرا.
- 31 يناير – غيظ من إخراج باكو كابيزاز.
- 6 فبراير – روبوكوب من إخراج José Padilha [الإنجليزية]‏.
- 6 فبراير – فندق بودابست الكبير من إخراج ويس أندرسون.
- 7 فبراير – أكاديمية مصاصي الدماء من إخراج مارك ووترز.
- 7 فبراير – رجال الآثار من إخراج جورج كلوني.
- 10 فبراير – قصة الشتاء من إخراج أكيفا جولدسمان.
- 12 فبراير – 3 أيام للقتل من إخراج ماك جي.
- 12 فبراير – الحب اللانهائي من إخراج Shana Feste [الإنجليزية]‏.
- 28 فبراير – ابن الرب من إخراج Christopher Spencer ‏.
- 4 مارس – 300: نهوض إمبراطورية من إخراج Noam Murro [الإنجليزية]‏.
- 7 مارس – الطاهي من إخراج جون فافرو.
- 7 مارس – شهر العسل
- 8 مارس – جيران من إخراج Nicholas Stoller [الإنجليزية]‏.
- 8 مارس – فيرونيكا مارس من إخراج روب توماس (كاتب).
- 8 مارس – كريب من إخراج باتريك برايس.
- 10 مارس – نوح من إخراج دارين أرنوفسكي.
- 12 مارس – نيد فور سبيد من إخراج سكوت وو.
- 18 مارس – مختلفة من إخراج نيل بيرغر.
- 21 مارس – الدمى الأكثر طلبا من إخراج James Bobin [الإنجليزية]‏.
- 21 مارس – الله ليس ميت من إخراج Harold Cronk [الإنجليزية]‏.
- 26 مارس – كابتن أمريكا: جندي الشتاء من إخراج جو روسو [الإنجليزية]‏، أنتوني روسو [الإنجليزية]‏.
- 1 أبريل – المرأة الأخرى من إخراج نيك كاسافيتس.
- 4 أبريل – اختطاف خارجي
- 17 أبريل – الرجل العنكبوت المذهل 2 من إخراج مارك ويب.
- 18 أبريل – المنزل المسكون 2 من إخراج Michael Tiddes [الإنجليزية]‏.
- 19 أبريل – جي بي آف من إخراج دارين شتاين.
- 1 مايو – سلوك مخزي من إخراج ستيفن بريل.
- 14 مايو – غريس أميرة موناكو من إخراج أوليفيه داهان.
- 14 مايو – غودزيلا من إخراج غاريث إدواردز (كاتب).
- 16 مايو – ذراع المليون دولار من إخراج كريغ غيليسبي.
- 16 مايو – ما تخبئه لنا النجوم من إخراج جوش بوون.
- 17 مايو – هو يتبع من إخراج ديفيد روبرت ميتشيل.
- 19 مايو – داخل لوين ديفيس من إخراج إيثان كوين، جويل كوين.
- 22 مايو – الجميع فقد من إخراج جي. سي. شاندور.
- 22 مايو – رجال-إكس: أيام المستقبل الماضي من إخراج براين سينجر.
- 22 مايو – مزيج من إخراج فرانك كوراسي.
- 23 مايو – نبراسكا من إخراج ألكسندر باين.
- 29 مايو – حافة الغد من إخراج دوج ليمان.
- 30 مايو – ملافسينت من إخراج Robert Stromberg [الإنجليزية]‏.
- 4 يونيو – 22 شارع جامب من إخراج كريس ميلر (ممثل)، فيل لورد.
- 16 يونيو – من الأرض إلى إيكو من إخراج ديف غرين (مخرج).
- 19 يونيو – المتحولون: عصر الانقراض من إخراج مايكل بي.
- 26 يونيو – بزوغ كوكب القردة من إخراج مات ريفيس.
- 28 يونيو – الرجل العنكبوت المذهل من إخراج مارك ويب.
- 23 يوليو – هرقل من إخراج بريت راتنر.
- 31 يوليو – حراس المجرة من إخراج جيمس غان.
- 1 أغسطس – محطم الثلج من إخراج بونغ جون هو.
- 3 أغسطس – سلاحف النينجا من إخراج Jonathan Liebesman [الإنجليزية]‏.
- 8 أغسطس – رحلة المائة قدم من إخراج لاسي هالستروم.
- 9 سبتمبر – مقاطعة أوساج من إخراج جون ويلز (كاتب).
- 11 أغسطس – المعطي من إخراج فيليب نويس.
- 13 أغسطس – رجل نوفمبر من إخراج روجر دونالدسون.
- 19 أغسطس – جارهيد 2 : ميدان النار من إخراج دون ميشيل بول.
- 21 أغسطس – مدينة الخطيئة: سيدة لتقتل من أجلها من إخراج روبرت رودريغيز، فرانك ميلر.
- 22 أغسطس – الأمير من إخراج برايان ميلر [الإنجليزية]‏، Sarik Andreasyan [الإنجليزية]‏.
- 27 أغسطس – الرجل الطائر من إخراج أليخاندرو غونزاليز إيناريتو.
- 29 أغسطس – لعبة التزييف من إخراج مورتين تيلدوم.
- 30 أغسطس – 12 سنة من العبودية من إخراج ستيف ماكوين.
- 31 أغسطس – فيلومينا من إخراج ستيفن فريرز.
- 2 سبتمبر – لوك من إخراج ستيفن نايت.
- 7 سبتمبر – البدء مرة أخرى من إخراج جوني كارني.
- 7 سبتمبر – المعادل من إخراج أنطوان فوكوا.
- 7 سبتمبر – مانديلا: طريق طويل إلى الحرية من إخراج جاستن تشادويك.
- 7 سبتمبر – نادي دالاس للمشترين من إخراج جين-مارك فالي.
- 8 سبتمبر – ما تزال أليس من إخراج واش ويستمورلاند، ريتشارد جلاتزر.
- 9 سبتمبر – مقاطعة أوساج من إخراج جون ويلز (كاتب).
- 9 سبتمبر – العثور على فيفيان ماير من إخراج John Maloof [الإنجليزية]‏، .
- 9 سبتمبر – تعلم السياقة من إخراج إيزابيل كويسيت.
- 19 سبتمبر – كوهيرانس من إخراج James Ward Byrkit [الإنجليزية]‏.
- 26 سبتمبر – الزوجة المفقودة من إخراج ديفيد فينشر.
- 26 سبتمبر – فاتل فريم من إخراج Mari Asato [الإنجليزية]‏.
- 1 أكتوبر – مجزرة منشار تكساس من إخراج توبي هوبر.
- 2 أكتوبر – الباقون بالخلف من إخراج فيك أرمسترونج.
- 3 أكتوبر – سارقة الكتاب من إخراج برايان بيرسيفال.
- 4 أكتوبر – خطيئة متأصلة من إخراج بول توماس أندرسون.
- 5 أكتوبر – حياة والتر ميتي السرية من إخراج بن ستيلر.
- 9 أكتوبر – اقتل الرسول من إخراج مايكل كويستا.
- 10 أكتوبر – ألكسندر واليوم الرهيب، الفظيع، غير الجيد، السيء جدا من إخراج ميغيل أرتيتا.
- 10 أكتوبر – المواطن الرابع من إخراج لورا بويتراس.
- 10 أكتوبر – مدمن من إخراج Bille Woodruff [الإنجليزية]‏.
- 12 أكتوبر – هي من إخراج سبايك جونز.
- 15 أكتوبر – غضب من إخراج ديفيد آير.
- 21 أكتوبر – الطيور الحرة من إخراج جيمي هيوارد.
- 24 أكتوبر – جون ويك من إخراج ديفيد ليتش.
- 24 أكتوبر – لعبة إندر من إخراج جافن هود.
- 26 أكتوبر – بين النجوم من إخراج كريستوفر نولان.
- 12 نوفمبر – ناج وحيد من إخراج بيتر بيرغ.
- 13 أغسطس – رجل نوفمبر من إخراج روجر دونالدسون.
- 20 نوفمبر – مباريات الجوع: الطائر المقلد - الجزء الأول من إخراج فرانسيس لورانس.
- 24 نوفمبر – المذيع 2: الأسطورة تستمر من إخراج آدم مكاي.
- 1 ديسمبر – الهوبيت: معركة الجيوش الخمسة من إخراج بيتر جاكسون.
- 6 ديسمبر – 47 رونين من إخراج كارل رينش.
- 7 ديسمبر – آني من إخراج ويل جلوك.
- 13 ديسمبر – احتيال أمريكي من إخراج ديفيد أو. راسل.
- 13 ديسمبر – إنقاذ السيد بانكس من إخراج جون لي هانكوك.
- 17 ديسمبر – ذئب وول ستريت من إخراج مارتن سكورسيزي.
- 24 ديسمبر – المقابلة من إخراج سيث روغن، إيفان غولدبيرغ.
- 25 ديسمبر – سيلما من إخراج إيفا ديفورني.
- 25 ديسمبر – غير مكسور من إخراج أنجلينا جولي.
- 25 ديسمبر – في الغابة من إخراج روب مارشال.
- 25 ديسمبر – قناص أمريكي من إخراج كلينت إيستوود.

## برامج ومسلسلات وأنمي
- ألتيميت سبايدرمان
- عرض لوني تونز
- غرافيتي فولز
- فارس وفادي
- خلف حائط الحديقة

## موسيقى

### ألبومات
من الألبومات التي صدرت هذه السنة في الولايات المتحدة:
- 19 سبتمبر – خد لخد من غناء توني بينيت، ليدي غاغا.

## كتب
من الكتب التي صدرت هذه السنة في الولايات المتحدة:
- 1 يناير – المريخي من تأليف آندي وير.
- 1 فبراير – إبادة من تأليف جيف فاندرمير.
- 4 فبراير – كريس من تأليف ماريسا ميير.
- 25 فبراير – مستقبل العقل من تأليف ميتشيو كاكو.
- 3 يونيو – السيد مرسيدس من تأليف ستيفن كينغ.
- 10 يونيو – الخيارات الصعبة من تأليف هيلاري كلينتون.

## مواليد

### فبراير
- 20 فبراير – ليونور دوقة غوتلاند

## وفيات

### يناير
- 1 يناير – خوانيتا مور (مواليد 1922) ممثلة أمريكية.
- 3 يناير – أليسيا ريت (مواليد 1916)
- 3 يناير – جيني روباك (مواليد 1932) سياسية أمريكية.
- 9 يناير – أميري بركة (مواليد 1934)
- 9 يناير – ديل مورتنسن (مواليد 1939) عالم اقتصاد أمريكي.
- 10 يناير – آيك بورسافاج (مواليد 1924) لاعب كرة سلة أمريكي.
- 10 يناير – سام بيرنز (مواليد 1996) محاضر تحفيزي من الولايات المتحدة الأمريكية.
- 10 يناير – لاري سبيكس (مواليد 1939) صحفي من الولايات المتحدة الأمريكية.
- 11 يناير – ديك ميلر (مواليد 1958) لاعب كرة سلة أمريكي.
- 13 يناير – دون أسمونجا (مواليد 1928) لاعب كرة سلة أمريكي.
- 14 يناير – ماي يونغ (مواليد 1923) مصارعة محترفة من الولايات المتحدة الأمريكية.
- 16 يناير – راسيل جونسون (مواليد 1924)
- 26 يناير – توم غولا (مواليد 1933) سياسي أمريكي.
- 27 يناير – بيت سيغر (مواليد 1919)
- 31 يناير – كريستوفر جونز (مواليد 1941)

### فبراير
- 2 فبراير – فيليب سيمور هوفمان (مواليد 1967)
- 3 فبراير – ريتشارد بول (مواليد 1924)
- 3 فبراير – غلوريا ليونارد (مواليد 1940)
- 3 فبراير – لويز بروف (مواليد 1923) لاعبة كرة مضرب من الولايات المتحدة.
- 10 فبراير – شيرلي تيمبل (مواليد 1928) ممثلة من الولايات المتحدة الأمريكية.
- 12 فبراير – سيد سيزر (مواليد 1922)
- 13 فبراير – رالف وايت (مواليد 1928) ممثل أمريكي.
- 18 فبراير – بيج دادي في (مواليد 1971) مصارع محترف من الولايات المتحدة الأمريكية.
- 19 فبراير – ديل غاردنر (مواليد 1948) رائد فضاء أمريكي.
- 24 فبراير – هارولد راميس (مواليد 1944)
- 25 فبراير – مارتن سوليفان (مواليد 1944)

### مارس
- 3 مارس – وليام آر بوج (مواليد 1930) رائد فضاء أمريكي.
- 8 مارس – لاري سكوت (مواليد 1938)
- 10 مارس – روب ويليامز (مواليد 1961) لاعب كرة سلة أمريكي.
- 14 مارس – جون كاكافاس (مواليد 1930)
- 14 مارس – سام لاسي (مواليد 1948) لاعب كرة سلة أمريكي.
- 15 مارس – هيرمان هيو فودنبرغ (مواليد 1928)
- 17 مارس – لارين سكوت (مواليد 1964)
- 18 مارس – لوسيوس شيبرد (مواليد 1947)
- 21 مارس – جيم براسكو (مواليد 1931) لاعب كرة سلة أمريكي.
- 27 مارس – جيمس شليسنجر (مواليد 1929) سياسي أمريكي.
- 27 مارس – ريتشارد فراي (مواليد 1920) مؤرخ أمريكي.
- 31 مارس – فرانكي ناكليس (مواليد 1955)

### أبريل
- 4 أبريل – هارولد آدامز (مواليد 1923) كاتب فرنسي.
- 6 أبريل – ماري أندرسون (مواليد 1918)
- 6 أبريل – ميكي روني (مواليد 1920) ممثل أمريكي.
- 8 أبريل – آدريان وايدويتز (مواليد 1977)
- 8 أبريل – أولتيمت واريور (مواليد 1959)
- 11 أبريل – لو هدسون (مواليد 1944) لاعب كرة سلة أمريكي.
- 13 أبريل – هوارد براندت (مواليد 1939) فيزيائي أمريكي.
- 20 أبريل – روبن كارتر (مواليد 1937) ملاكم من الولايات المتحدة الأمريكية.
- 28 أبريل – جاك رامزي (مواليد 1925)
- 29 أبريل – بيفرلي بيكر فليتز (مواليد 1930) لاعبة كرة مضرب من الولايات المتحدة.

### مايو
- 3 مايو – غاري بيكر (مواليد 1930) عالم اقتصاد أمريكي.
- 3 مايو – ليزلي كارلسون (مواليد 1933) ممثل أمريكي.
- 8 مايو – روجر إيستون الأب (مواليد 1921) عَالِم من الولايات المتحدة الأمريكية.
- 11 مايو – جيب ستيوارت ماغرودر (مواليد 1934) سياسي أمريكي.
- 17 مايو – جيرالد إيدلمان (مواليد 1929)
- 18 مايو – جوردون ويليز (مواليد 1931) مصور سينمائي أمريكي.
- 20 مايو – تشارلز روبنسون (مواليد 1919)
- 21 مايو – بوني ادامز (مواليد 1918)
- 22 مايو – ماثيو كوليز (مواليد 1944)
- 23 مايو – منى فريمان (مواليد 1926) ممثلة أمريكية.
- 25 مايو – ماثيو سعد محمد (مواليد 1954) ملاكم من الولايات المتحدة الأمريكية.
- 28 مايو – مالكوم جليزر (مواليد 1928)
- 28 مايو – مايا أنجيلو (مواليد 1928) مؤلفة وشاعرة أمريكية.

### يونيو
- 1 يونيو – آن برادفورد ديفيس (مواليد 1926) ممثلة أمريكية.
- 11 يونيو – روبي دي (مواليد 1922) ممثلة أمريكية.
- 15 يونيو – دانيال كيز (مواليد 1927) مؤلف أمريكي.
- 15 يونيو – كايسي قاسم (مواليد 1932)
- 18 يونيو – ستيفاني كووليك (مواليد 1923)
- 24 يونيو – إيلاي والاك (مواليد 1915)
- 26 يونيو – هوارد بيكر (مواليد 1925) سياسي أمريكي.

### يوليو
- 1 يوليو – ديفيد غرينغلاس (مواليد 1922)
- 2 يوليو – تشاد براون (مواليد 1961)
- 2 يوليو – لويس زامبريني (مواليد 1917)
- 5 يوليو – روبرت جينجيرارد (مواليد 1933) لاعب كرة سلة من الولايات المتحدة الأمريكية.
- 6 يوليو – آلان ج. ديكسون (مواليد 1927) سياسي أمريكي.
- 8 يوليو – فانا بونتا (مواليد 1958) كاتبة وشاعرة ومخترعة وممثلة إيطالية-أمريكية.
- 11 يوليو – بيل ماكغيل (مواليد 1939) لاعب كرة سلة أمريكي.
- 14 يوليو – جون فيكتور باركر (مواليد 1928)
- 17 يوليو – إلين ستريتش (مواليد 1925)
- 17 يوليو – هنري هارتسفيلد (مواليد 1933) رائد فضاء أمريكي.
- 19 يوليو – جيمس غارنر (مواليد 1928)
- 24 يوليو – دايل شلويتير (مواليد 1945) لاعب كرة سلة أمريكي.
- 27 يوليو – والاس جونز (مواليد 1926)
- 31 يوليو – ويلفريد فاينبيرغ (مواليد 1920)

### أغسطس
- 3 أغسطس – جيمس برادي (مواليد 1940) سياسي من الولايات المتحدة الأمريكية.
- 4 أغسطس – لينوود سليم (مواليد 1953)
- 5 أغسطس – هارولد غريني (مواليد 1959) جندي من الولايات المتحدة الأمريكية.
- 9 أغسطس – إد نيلسون (مواليد 1928)
- 9 أغسطس – جاي إي فريمان (مواليد 1946) ممثل أمريكي.
- 11 أغسطس – روبن ويليامز (مواليد 1951)
- 12 أغسطس – ارلين مارتل (مواليد 1936)
- 12 أغسطس – لورين باكال (مواليد 1924)
- 13 أغسطس – إد ناظر (مواليد 1926) عالم فلك أمريكي.
- 14 أغسطس – ستيفن لي (مواليد 1955) ممثل أمريكي.
- 16 أغسطس – مايك ماتارازو (مواليد 1965) باني أجسام أميركي محترف.
- 19 أغسطس – بريان جي هوتون (مواليد 1935)
- 19 أغسطس – جيمس فولي (مواليد 1973) صحفي أمريكي.
- 21 أغسطس – ستيفن آرشامبو ناجل (مواليد 1946) رائد فضاء أمريكي.
- 25 أغسطس – بوب وارن (مواليد 1946) لاعب كرة سلة أمريكي.
- 27 أغسطس – فيكتور شتينجر (مواليد 1935) فيلسوف أمريكي.

### سبتمبر
- 2 سبتمبر – ستيفن سوتلوف (مواليد 1983) صحفي أمريكي.
- 4 سبتمبر – جوان ريفرز (مواليد 1933)
- 5 سبتمبر – سيمون باتل (مواليد 1989)
- 8 سبتمبر – تروت كاثي (مواليد 1921) صاحب مطعم من الولايات المتحدة الأمريكية.
- 8 سبتمبر – مارفين بارنز (مواليد 1952) لاعب كرة سلة من الولايات المتحدة الأمريكية.
- 10 سبتمبر – ريتشارد كييل (مواليد 1939) ممثل أمريكي.
- 12 سبتمبر – ثيودور جاي فليكر (مواليد 1930)
- 12 سبتمبر – لوني لين (مواليد 1943) لاعب كرة سلة أمريكي.
- 15 سبتمبر – يوجين غوردن (مواليد 1930) فيزيائي أمريكي.
- 17 سبتمبر – ويلبي فان هورن (مواليد 1920) لاعب كرة مضرب أمريكي.
- 19 سبتمبر – كيث بروكنر (مواليد 1924) فيزيائي أمريكي.
- 20 سبتمبر – بولي بيرغن (مواليد 1930)
- 21 سبتمبر – كالدويل جونز (مواليد 1950) لاعب كرة سلة أمريكي.
- 23 سبتمبر – روبن فريمان (مواليد 1934) لاعب كرة سلة أمريكي.
- 27 سبتمبر – سارة ماديسون (مواليد 1974) ممثلة أمريكية.
- 30 سبتمبر – مارتن بيرل (مواليد 1927)

### أكتوبر
- 1 أكتوبر – تشارلي بولك (مواليد 1946) لاعب كرة سلة أمريكي.
- 6 أكتوبر – ماريان سيلدس (مواليد 1928) ممثلة أمريكية.
- 10 أكتوبر – لاري كيتنير (مواليد 1977) لاعب كرة سلة أمريكي.
- 14 أكتوبر – إليزابيث بينيا (مواليد 1959)
- 19 أكتوبر – سيرينا سحيم (مواليد 1984) صحفية أمريكية.
- 20 أكتوبر – إل إم كيت كارسون (مواليد 1941)
- 21 أكتوبر – بن برادلي (مواليد 1921)
- 23 أكتوبر – جوان كويجلي (مواليد 1927) منجمة من الولايات المتحدة الأمريكية.
- 31 أكتوبر – ديفيد منكر أبشير (مواليد 1926) دبلوماسي أمريكي.

### نوفمبر
- 2 نوفمبر – جيسي برانسون (مواليد 1942) لاعب كرة سلة أمريكي.
- 4 نوفمبر – ريتشارد شال (مواليد 1928)
- 4 نوفمبر – ستانلي دونالد ستوكي (مواليد 1915) كيميائي أمريكي.
- 13 نوفمبر – ارماند فيجبنوم (مواليد 1922)
- 16 نوفمبر – إيستر كونويل (مواليد 1922) فيزيائية أمريكية.
- 17 نوفمبر – رجل المظلة (مواليد 1924)
- 23 نوفمبر – دوروثي تشيني (مواليد 1916) لاعبة كرة مضرب أمريكية.
- 26 نوفمبر – دون دي (مواليد 1943) لاعب كرة سلة من الولايات المتحدة الأمريكية.

### ديسمبر
- 2 ديسمبر – دون أندرسون (مواليد 1933)
- 14 ديسمبر – بيس مايرسون (مواليد 1924)
- 16 ديسمبر – إيرني تيريل (مواليد 1939)
- 19 ديسمبر – آرثر جاردنر (مواليد 1910)
- 21 ديسمبر – بول فالتر (مواليد 1927) لاعب كرة سلة أمريكي.
- 22 ديسمبر – نيت فوكس (مواليد 1977) لاعب كرة سلة أمريكي.
- 25 ديسمبر – ألبرتا ادامز (مواليد 1917)
- 26 ديسمبر – جيمس إدواردز (مواليد 1927) سياسي أمريكي.
- 27 ديسمبر – كارل نيومان ديجلر (مواليد 1921) مؤرخ أمريكي.
- 31 ديسمبر – إدوارد هيرمان (مواليد 1943) ممثل أمريكي.